# Kaneka
 (décembre 2016).
Si vous disposez d'ouvrages ou d'articles de référence ou si vous connaissez des sites web de qualité traitant du thème abordé ici, merci de compléter l'article en donnant les références utiles à sa vérifiabilité et en les liant à la section « Notes et références ».
Le kaneka est un genre musical calédonien créé en 1984 lors de la préparation du 4e festival des arts du Pacifique.
Ce festival, devant se dérouler à Nouméa (Nouvelle-Calédonie), est annulé à cause de la guerre civile qui commence à faire rage.

## Histoire
Jean-Marie Tjibaou, alors membre du gouvernement de la Nouvelle-Calédonie et Jacques Iekawé, premier préfet d'origine kanak, sollicitent les artistes kanaks dans le cadre d'un concours international, lancé par le conseil des arts du Pacifique, pour la composition d'un hymne.
Après délibération, c'est l'hymne composé par Warawi Wayenece (musicien de Maré) qui est adopté à l'unanimité par la commission d'écoute.
Le premier concert kaneka organisé par l'association Boenando se déroule le 28 septembre 1984. Un extrait de ce concert est diffusé le 1er septembre 2016 sur la page facebook de la Fondation Ataï. 

## Origines
L'origine du mot kaneka remonte à 1984, lors de la réunion de l'association Boenando, association pour la recherche musicale kanake, à l'office culturel scientifique et technique kanak ; réunion au cours de laquelle, il est question de donner une appellation à cette nouvelle musique.
Plusieurs noms sont alors proposés tels que Boenando, Djido ou kanaké. Pour clore le chapitre, le président de l'association Boenando propose de changer le terme « kanaké » en celui de « kaneka ».  
Kanaké est le nom propre  du guerrier héros du jeu scénique interprété lors du festival Mélanésia 2000 en 1975, un évènement consacré aux arts mélanésiens de Nouvelle-Calédonie, organisé par Jean-Marie Tjibaou et Jacques Iékawé et rassemblant plusieurs milliers de kanaks dans la périphérie de Nouméa (emplacement de l'actuel centre culturel Tjibaou). 
Ce genre s'appuie sur une recherche en ethnomusicologie qui permet de distinguer les notes du Fehoa( chant kanak ancien) de celles de la fameuse gamme tempérée enseignée par les premiers missionnaires anglicans dès leur arrivée en 1841 à Maré.[pas clair] Ainsi, le féhoa a servi de base pour la composition de l'hymne du  festival de 1984.
Le kaneka est créé, d'une part, pour se démarquer des influences musicales telles que le rock, le reggae, la soul très présentes à cette époque en Nouvelle-Calédonie et, d'autre part, pour  mettre en avant et fédérer les différentes langues kanakes dans une seule et même entité musicale commune.

## Premier concert
Les musiciens composant le groupe Boenando, lors du premier concert kaneka du Liberty en septembre 1984, sont :
- Warawi Wayenece (lead vocal et guitare)
- Danielle Waéjuné Della-Santa (choriste)
- Paul Zongo (choriste)
- Jean Trabé (choriste et percussion)
- Théophile Ménango (choriste et flûte de bambou)
- Jacques Kiki karé (percussion)
- Sylvie Poédi (choriste)
- Laura Urégéi (choriste)
- Henri Salomon (choriste)
- Lionnel Wéiry (choriste)
- Jojo Waikedre (affublé d'un masque kanak)
- Jean-louis Hamou (guitare basse)
- Joseph Iékawé (batterie)
- Jean-jacques Waho (synthétiseur)
- Antoine Martin (guitare solo)

En parallèle du groupe musical, une troupe kanake de danse contemporaine, composée de Richard Digoué, Jean Trabé ainsi que d'autres jeunes, est également constituée pour interpréter une chorégraphie spécialement conçue sur la musique de l'hymne.
Le concert du Liberty est organisé en préfiguration du spectacle musical qui va être présenté lors du festival des arts du Pacifique prévu courant novembre 1984. L'animateur de cette soirée mémorable[non neutre] est Thipine Kalis.
Mais le festival étant annulé, il faut attendre l'année 1985 pour que Warawi Wayenece puisse, avec une nouvelle équipe, interpréter à nouveau l'hymne durant le festival des arts dans la ville de  Papeete à Tahiti (Polynésie française). À ce sujet, des extraits de ce concert ont été rediffusés récemment[Quand ?] sur RFO Nouvelle-Calédonie.
L'impact de la guerre civile a eu pour conséquence l'impossibilité pour les musiciens kanaks d'établir leur  propre maison d'édition musicale. C'est ainsi que les studios d'enregistrement tenus par des européens aisés profitent de la situation pour récupérer et exploiter commercialement le kaneka dès les années 1990. Une exploitation musicale dont ils conservent jalousement le monopole des droits au sein de la sacenc, société de gestion créée par Déwé Gorodey, pour s'opposer à la création de la scacem en 1993.Depuis 2004, date de la création de la sacenc, à 2017( 13 ans), aucun groupe de kanéka n'a pu se produire au Zénith de Paris ou à l'Olympia . En 2018,lassé d'être exploité et marginalisé, Gulaan démissionne de la sacenc et se présente à titre personnel à l'émission THE VOICE, et décroche  un BUZZ médiatique mondial. Par son talent exceptionnel et sans le soutien de la sacenc, Gulaan a réussi la prouesse extraordinaire de faire entrer le  kaneka par la grande porte au grand Palais de la musique que représente L'OLYMPIA.[réf. nécessaire].